# 1459

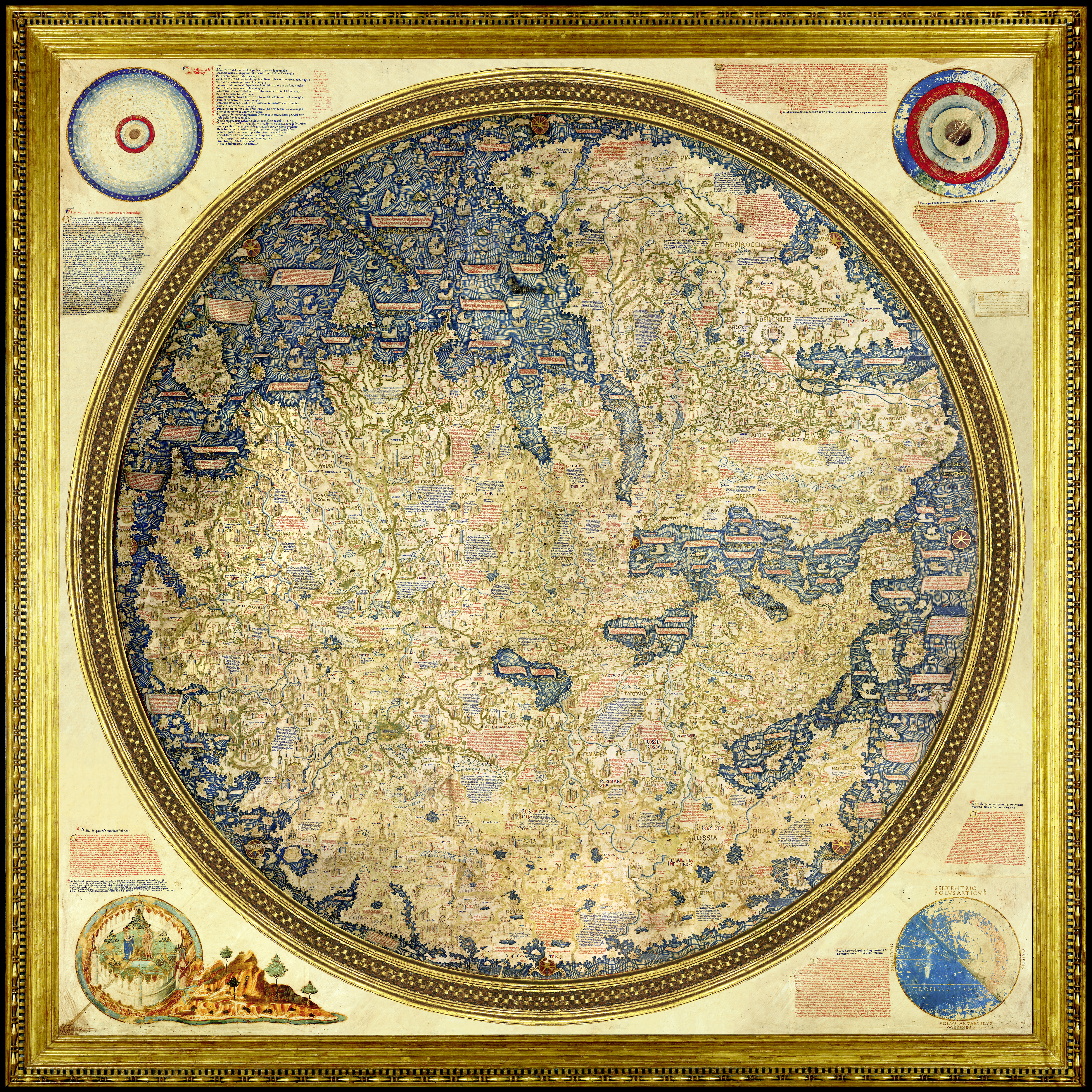
wereldkaart van Fra Mauro

Het jaar 1459 is het 59e jaar in de 15e eeuw volgens de christelijke jaartelling.

## Gebeurtenissen
april
- 23 - Paus Pius II verheft het bisdom Siena tot aartsbisdom.
- 25 - Verdrag van Eger: De grens tussen Bohemen en Saksen wordt vastgelegd.

september
- 23 - Slag bij Blore Heath: Richard Neville van de Yorkisten verslaat de Lancasteristen onder James Touchet en John Sutton in de eerste grote veldslag van de Rozenoorlogen.

oktober
- 12 - Slag bij Ludford Bridge: Koning Hendrik VI verslaat de Yorkisten onder Richard van York. De Yorkistische leiders vluchten naar Calais en Ierland.

november
- 12 - In een bul van paus Pius II wordt de aanstaande oprichting van de Universiteit van Bazel bekendgemaakt.
- november - Begin van de Vauderie d'Arras, een heksenjacht in het Bourgondische Atrecht.

zonder datum
- De Ottomanen veroveren Raška (Servië).
- Stichting van Jodhpur.
- Palts-Simmern-Zweibrücken wordt verdeeld in Palts-Simmern onder Frederik I en Palts-Zweibrücken onder Lodewijk I.
- Mehmet II geeft opdracht tot bouw van het Topkapıpaleis.

## Kunst

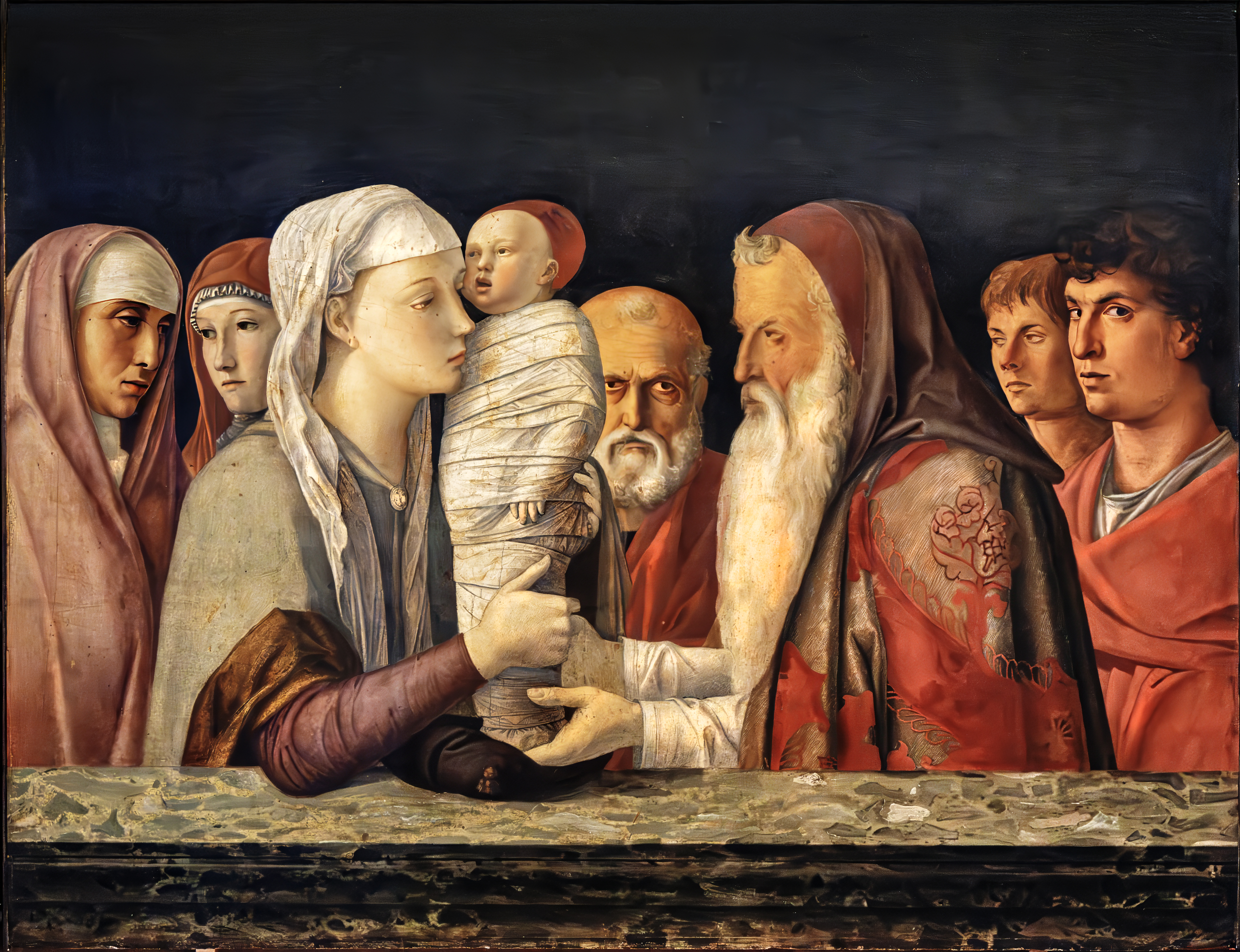
Giovanni Bellini: Presentatie van Jezus in de tempel
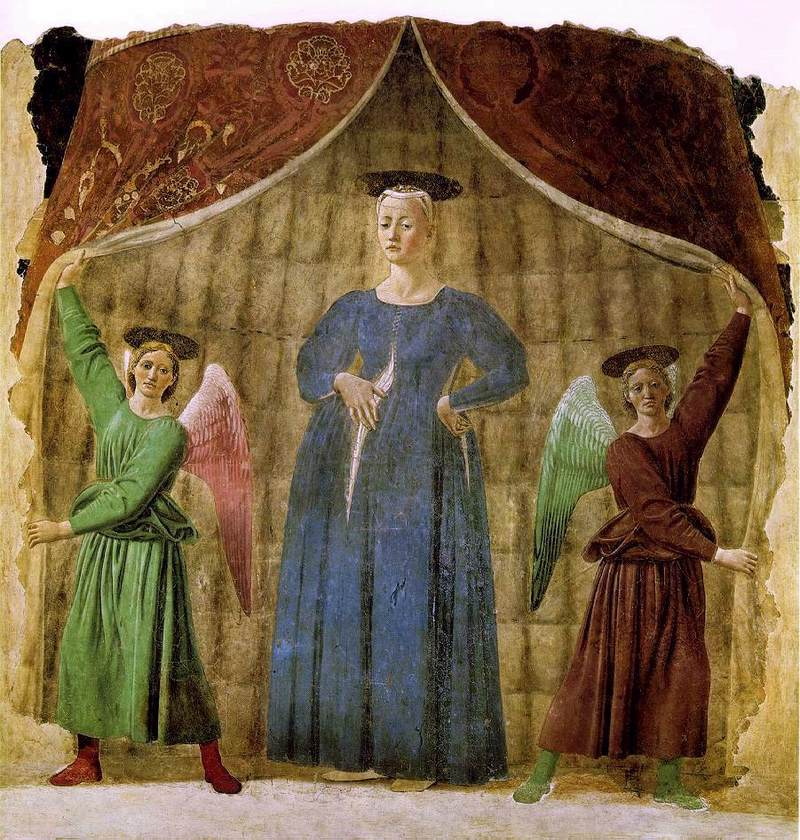
Piero della Francesca: Madonna del parto
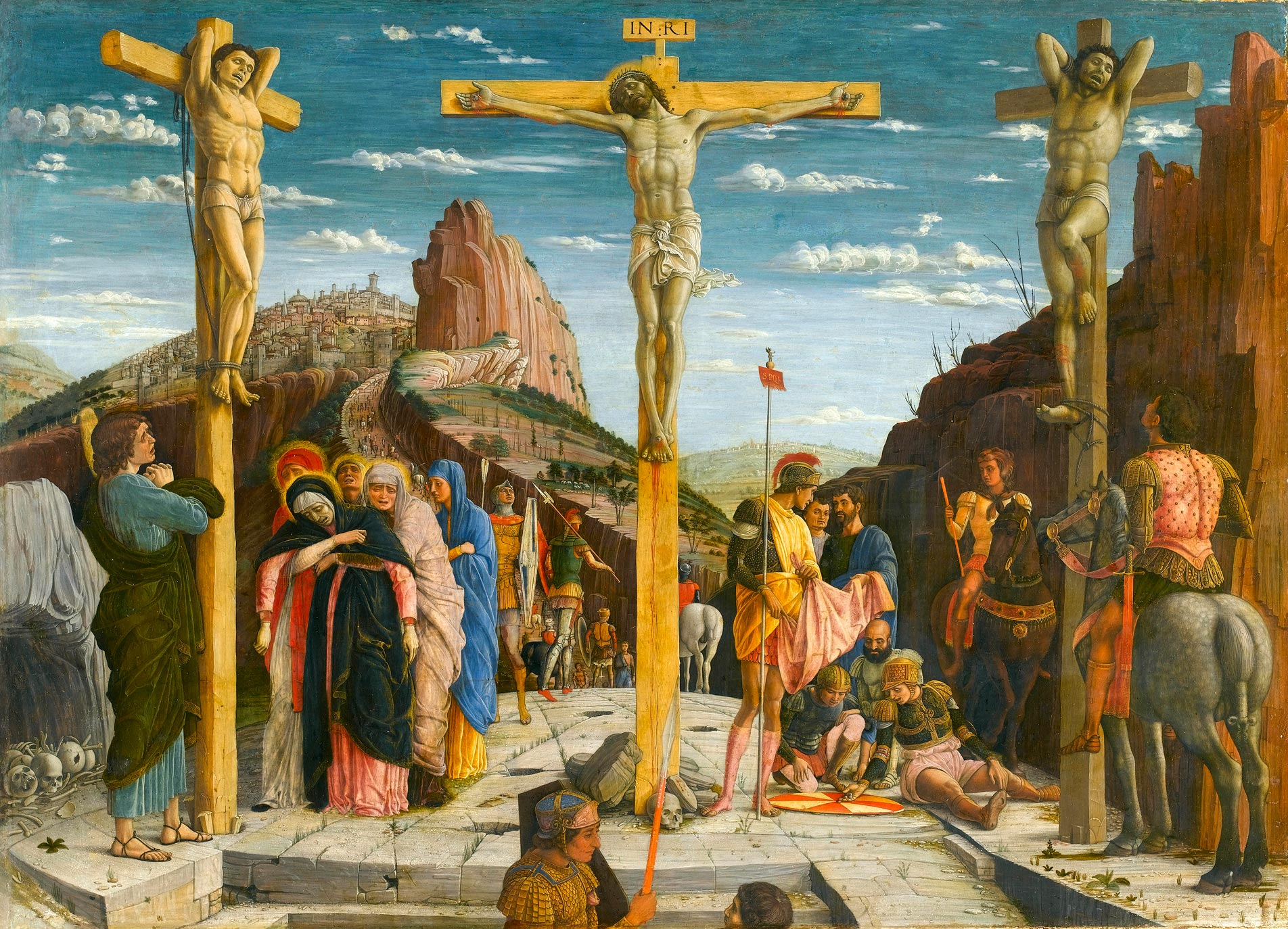
Andrea Mantegna: De kruisiging
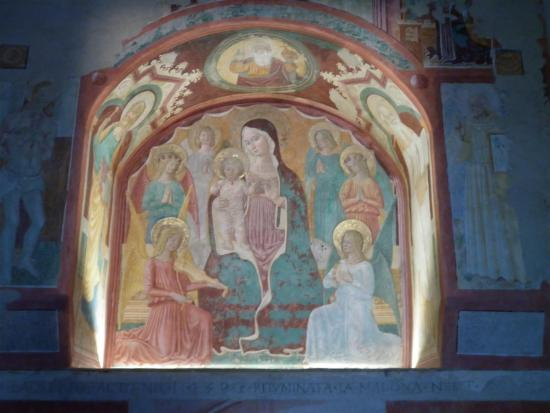
Bartolomeo Caporali: Madonna del Fanciullo

## Opvolging
- Metz - Koenraad II Baier van Boppard opgevolgd door George van Baden
- Sicilië (onderkoning) - Lope Ximénez de Urrea y de Bardaixi opgevolgd door Juan de Moncayo
- Pommeren-Stolp - Erik VII van Denemarken opgevolgd door Erik II van Pommeren-Wolgast
- Trebizonde - Johannes IV Megas Komnenos opgevolgd door zijn zoon David Megas Komnenos
- Vietnam - Nhân Tông opgevolgd door Thánh Tông

## Afbeeldingen

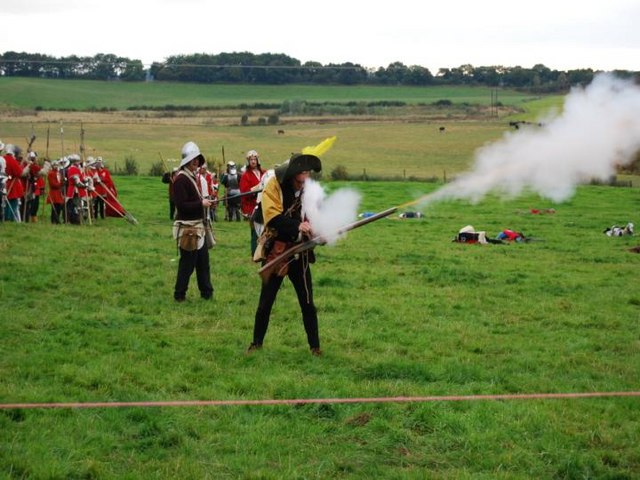
reenactment van de Slag bij Blore Heath
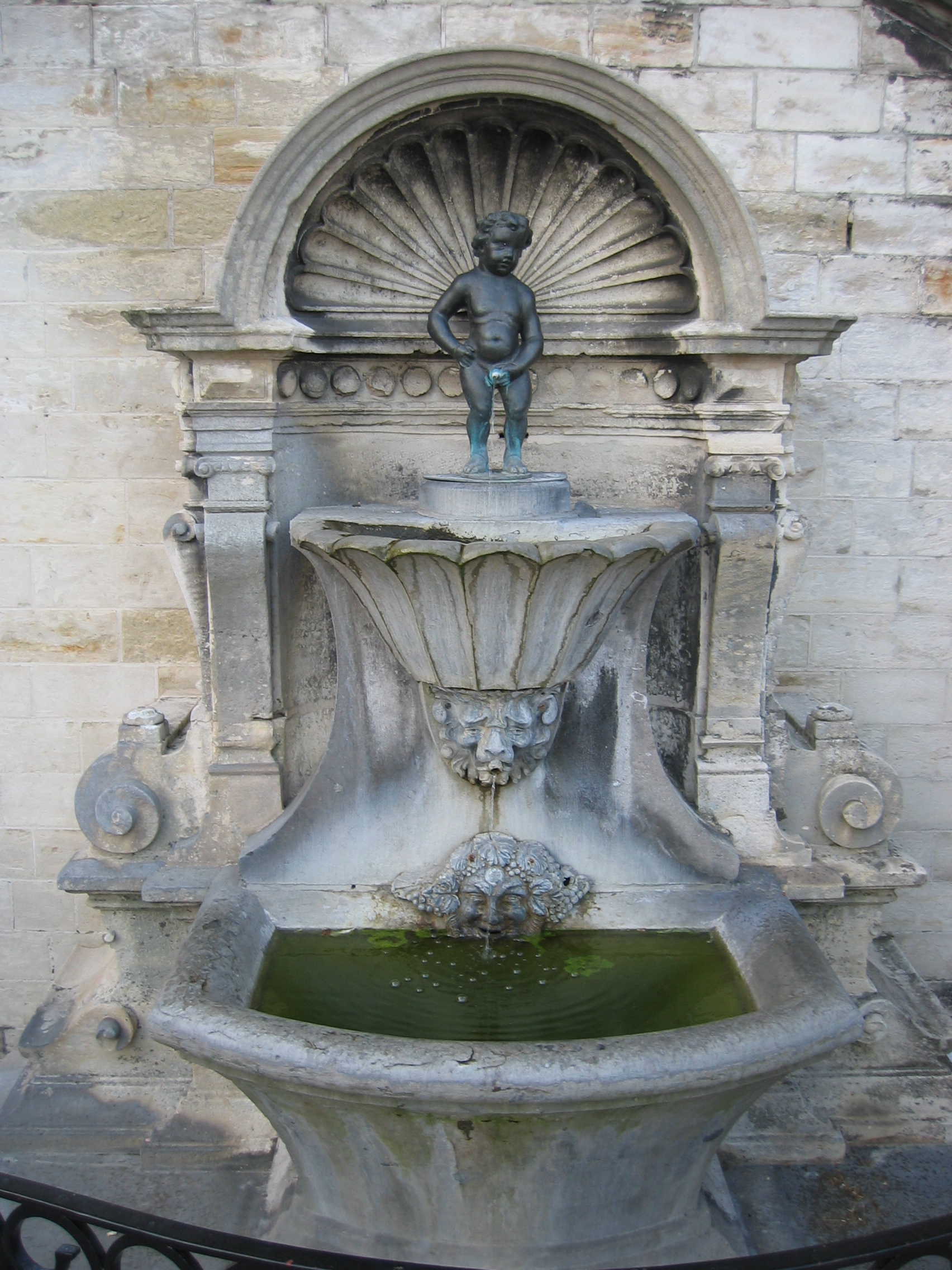
Manneken Pis van Geraardsbergen
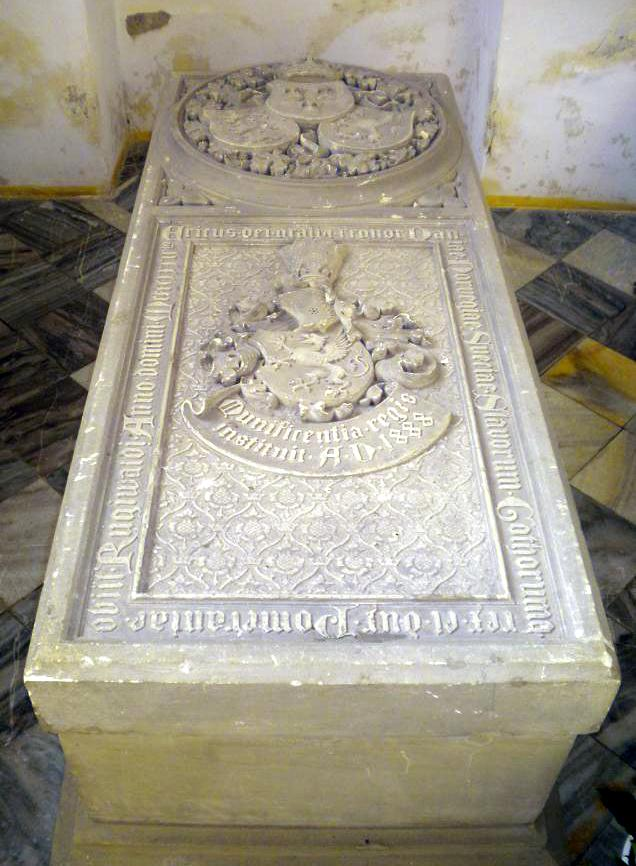
graf van Erik VII van Denemarken
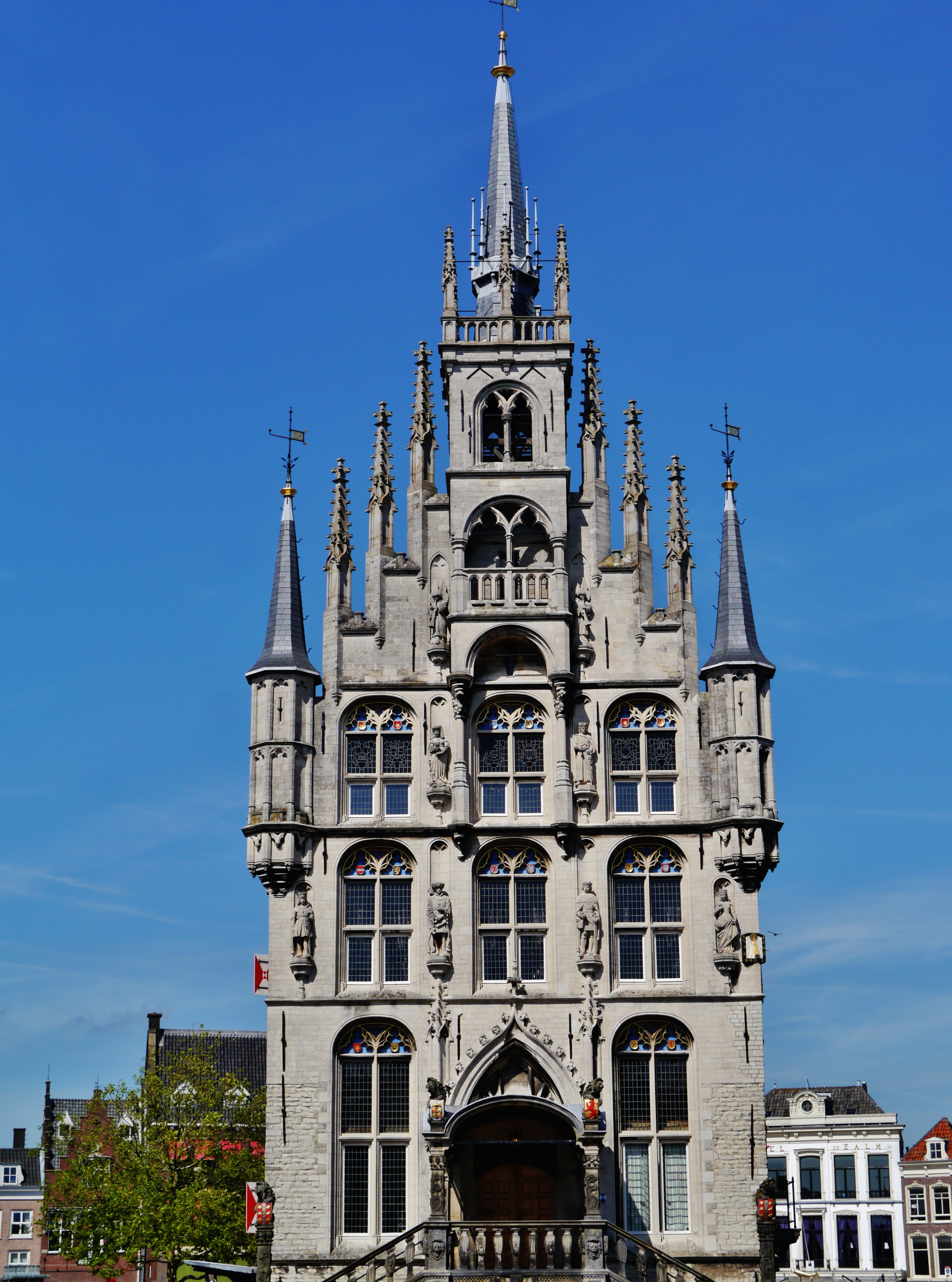
Stadhuis van Gouda (voltooid 1459)

## Geboren
- 25 januari - Paul Hofhaimer, Oostenrijks componist
- 1 februari - Conrad Celtis, Duits humanist
- 2 maart - Adrianus VI (Adriaan Boeyens), paus (1522-1523)
- 6 maart - Jakob Fugger de Rijke, Duits bankier
- 22 maart - Maximiliaan I, koning en keizer van het Heilige Roomse Rijk (1493-1519)
- 15 mei - Johan I van Palts-Simmern, Duits edelman
- 6 oktober - Martin Behaim, Duits geograaf (vermoedelijke datum)
- 22 december - Cem, Ottomaans troonpretendent
- 27 december - Jan I Albrecht, koning van Polen (1492-1501)
- Filips van Kleef, Duits edelman
- Karel van Angoulême, Frans edelman
- Mohammed Abu Abdallah, koning van Granada (1482-1483, 1487-1492)
- Edward Poynings, Engels staatsman
- Jacopo Saltarelli, Italiaans model en prostitué
- Lorenzo di Credi, Italiaans schilder (jaartal bij benadering)

## Overleden
- 6 februari - Jacob van Gaasbeek (~58), Bourgondisch staatsman
- 14 februari - Stefan van Palts-Simmern-Zweibrücken (73), Duits edelman
- februari - Thomas Stanley (~53), Engels staatsman
- 3 mei - Ausiàs March (~61), Aragonees dichter
- 3 mei - Erik VII (~76), koning van Denemarken, Zweden (1412-1439) en Noorwegen (1412-1442)
- 27 augustus - Jacob van Coimbra (25), Portugees kardinaal
- 6 september - Catharina van Nassau-Beilstein, regentes van Hanau-Münzenberg
- 18 oktober - Jan van Heinsberg, bisschop van Luik
- 30 oktober - Poggio Bracciolini (79), Italiaans humanist
- 5 november - John Fastolf (78), Engels ridder
- 8 november - Antonio Piccolomini, Italiaans aartsbisschop
- 4 december - Adolf VIII, graaf van Holstein en hertog van Sleeswijk

zonder datum
- Herpert van Foreest, Hollands edelman
- Hendrik IV van Montfoort (~45), Hollands edelman
- Giannozzo Manetti (~63), Italiaans humanist
- Jacopo IV Appiano, Italiaans militair (jaartal bij benadering)
- Evert V Korff, Duits edelman (jaartal bij benadering)